# 湘南アイデンティティ
『湘南アイデンティティ』（湘南アイデンティティ）は、西村京太郎の長編推理小説。2007年に小学館から刊行された。
十津川警部シリーズには珍しく、鉄道は登場するものの、それが事件に全く絡んでこない作品である。警部自身の登場も中盤以降であり、前半は恵と5人の男の奇妙な生活の描写に終始している。

## ストーリー
「特定の日、一晩自分と一緒に過ごしてください。ただしセックスは無し」
ある日、経済研究所に勤める武藤明は、通勤で使っている湘南ライナーの中で小早川恵と名乗る美女とこんな契約を結ぶ。二人は月曜日に会う事にし、その月曜日、武藤は夢のような一晩を過ごした。
恵は武藤と同じ要領で、火曜日に精機メーカーの重役である川上信彦、水曜日に大手出版社勤務の大杉修、木曜日にベンチャー企業の社長である岸川正典、金曜日に外務省の役人である仲真一郎と契約を結んだ。
一方、十津川警部はベンチャー企業の社長、岸川正典の女性秘書・城戸はるかが殺害された事件を捜査していた。その秘書が岸川に結婚を迫っていた事から、捜査本部は岸川に目をつけるが証拠は一切ない。困っているところに、なんと謎の人物から「小早川恵と五人の男」の調査報告書が郵送されてきた!
その報告書をもとに、恵の所へ事情聴取へ向かった十津川警部に、恵は事件当夜、無理やりくどき落とそうと彼女を呼びつけた岸川と一晩じゅう話し合っていたと証言する。
そんな中、「セックスなしの関係」に嫌気がさした岸川が、ほかの曜日の男たちに声をかけて恵をレイプしてやろうと提案する。そのたくらみにのってしまった男が、恵の暮らすマンションに突入してしまう…。

## 登場人物

### 警視庁捜査一課
- 十津川省三
- 亀井定雄

### 事件関係者
- 小早川恵 - 平塚の豪華マンションに住む謎の美女。年齢は20歳前後で、自分では大学院生と名乗っているが…。
- 河野圭一郎 - 私立探偵。田中薫という人物に依頼され、恵と「五日間の男」の生態について記録していた。
- 城戸はるか - 下記の岸川の会社に勤める女性。社長秘書をしていた。今回の事件の被害者。

### 五日間の男
- 月曜日の男：武藤明 - 小田原在住。「日本総合経済研究所」の所員。30歳。
- 火曜日の男：川上信彦 - 精密機器メーカーの専務。30歳。
- 水曜日の男：大杉修 - 茅ヶ崎在住。「ザ・サン」という出版社が発行する、「IN・SIDE」という雑誌の編集長。37歳。
- 木曜日の男：岸川正典 - コンピューター会社の社長。30歳。
- 金曜日の男：仲真一郎 - 小田原在住。外務省の「アジア大洋州局中国・モンゴル課」に勤務。30歳。

### キーパーソン
- 小早川多恵 - 恵の妹。2年前、女を口説くときに「クアイ シャオチェ」を連発する謎の男にレイプされ、悲観して自殺した。
- リー・ショーウェイ - フランス租界にかつてあった、「ナンバー22」というジャズクラブに勤めていた女性。3年前、暴行の末に殺害されてしまった。

## テレビドラマ

### 2012年版
『十津川警部シリーズ48・江ノ電に消えた女〜十津川警部への挑戦状〜』は、TBS系列の2時間ドラマ「月曜ゴールデン」（毎週月曜日21:00 - 22:54）で2012年10月22日に放送された。
キャスト
- 十津川省三 - 渡瀬恒彦
- 岡部ちづる - 安達祐実
- 服部彰一 - 渡辺大
- 堀越雄二 - 朝倉伸二
- 伊吹悟 - 片桐竜次
- 麻生真理恵 - 赤澤輝美
- 神部実篤 - 森下哲夫
- 麻生久子 - 沖直未
- 鬼頭辰巳 - 河西祐樹
- 鮫島拓也 - 入江賢
- 紀子 - 中野若葉
- 服部佐知子 - 綾那
- 亀井定雄 - 伊東四朗